# Росс Ендрю
Росс Ендрю (англ. Ross Andru; 15 червня 1927, Клівленд, Огайо, США — 9 листопада 1993, США) — американський художник, відомий роботою над коміксами The Amazing Spider-Man, персонажі Диво-жінка і Флеш, а також за те, що він створив персонажа під назвою «Каратель».